# Pavlovec-Zabočki
Pavlovec-Zabočki är en ort i Kroatien.   Den ligger i länet Krapina-Zagorjes län, i den norra delen av landet, 24 km norr om huvudstaden Zagreb. Pavlovec-Zabočki ligger 191 meter över havet och antalet invånare är 607.
Terrängen runt Pavlovec-Zabočki är platt. Runt Pavlovec-Zabočki är det tätbefolkat, med 343 invånare per kvadratkilometer. Närmaste större samhälle är Zaprešić, 19,0 km söder om Pavlovec-Zabočki. Omgivningarna runt Pavlovec-Zabočki är en mosaik av jordbruksmark och naturlig växtlighet.